# Olli Huttunen (biathlonista)
Olli Huttunen (ur. 10 września 1915 w Iisalmi, zm. 19 lutego 1940 w Impilahti) – fiński biathlonista i żołnierz.

## Kariera
Uczestniczył w zawodach sportowych w latach 30. XX wieku. W 1936 roku wystąpił na igrzyskach olimpijskich w Garmisch-Partenkirchen, gdzie wspólnie z Eino Kuvają, Ollim Remesem i Kalle Arantolą zajął 2. miejsce w pokazowych zawodach patrolu wojskowego. Był to jego jedyny sukces na międzynarodowych zawodach tej rangi.
Zginął w trakcie walk podczas wojny zimowej, części II wojny światowej, w okolicy Impilahti, obecnie rejon wyborski w obwodzie leningradzkim w Rosji.